# Sławatycze
Sławatycze – wieś w Polsce położona w województwie lubelskim, w powiecie bialskim, w gminie Sławatycze. Leży na obszarze Równiny Kodeńskiej, nad Bugiem.
Dawniej miasto magnackie, w końcu XVIII wieku położone było w powiecie brzeskolitewskim województwa brzeskolitewskiego. W latach 1975–1998 miejscowość administracyjnie należała do województwa bialskopodlaskiego.
Wieś jest sołectwem, siedzibą gminy Sławatycze. Według Narodowego Spisu Powszechnego z roku 2011 wieś liczyła 1104 mieszkańców. Położona jest na Polesiu Lubelskim.

## Historia

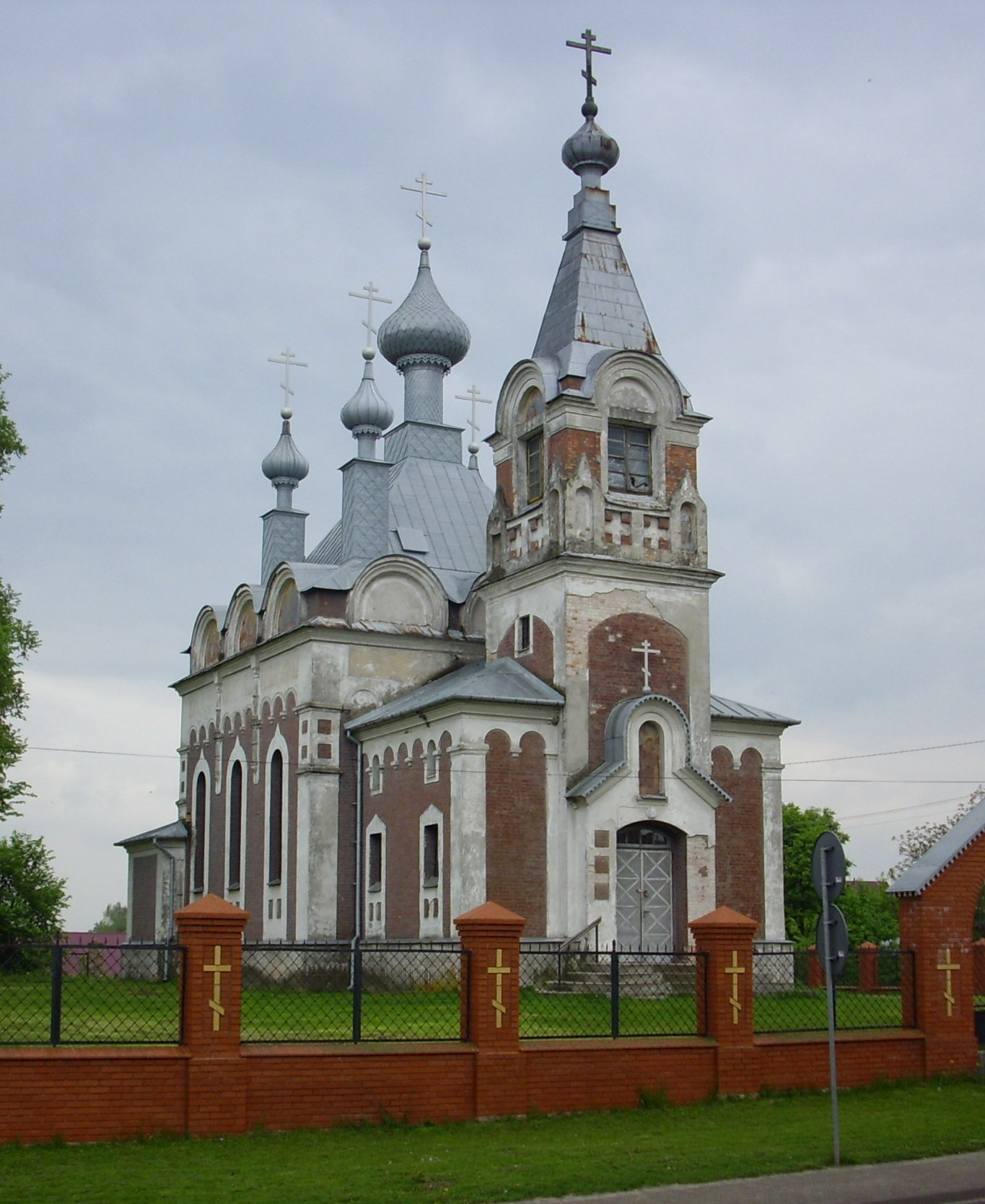
Cerkiew prawosławna Opieki Matki Bożej

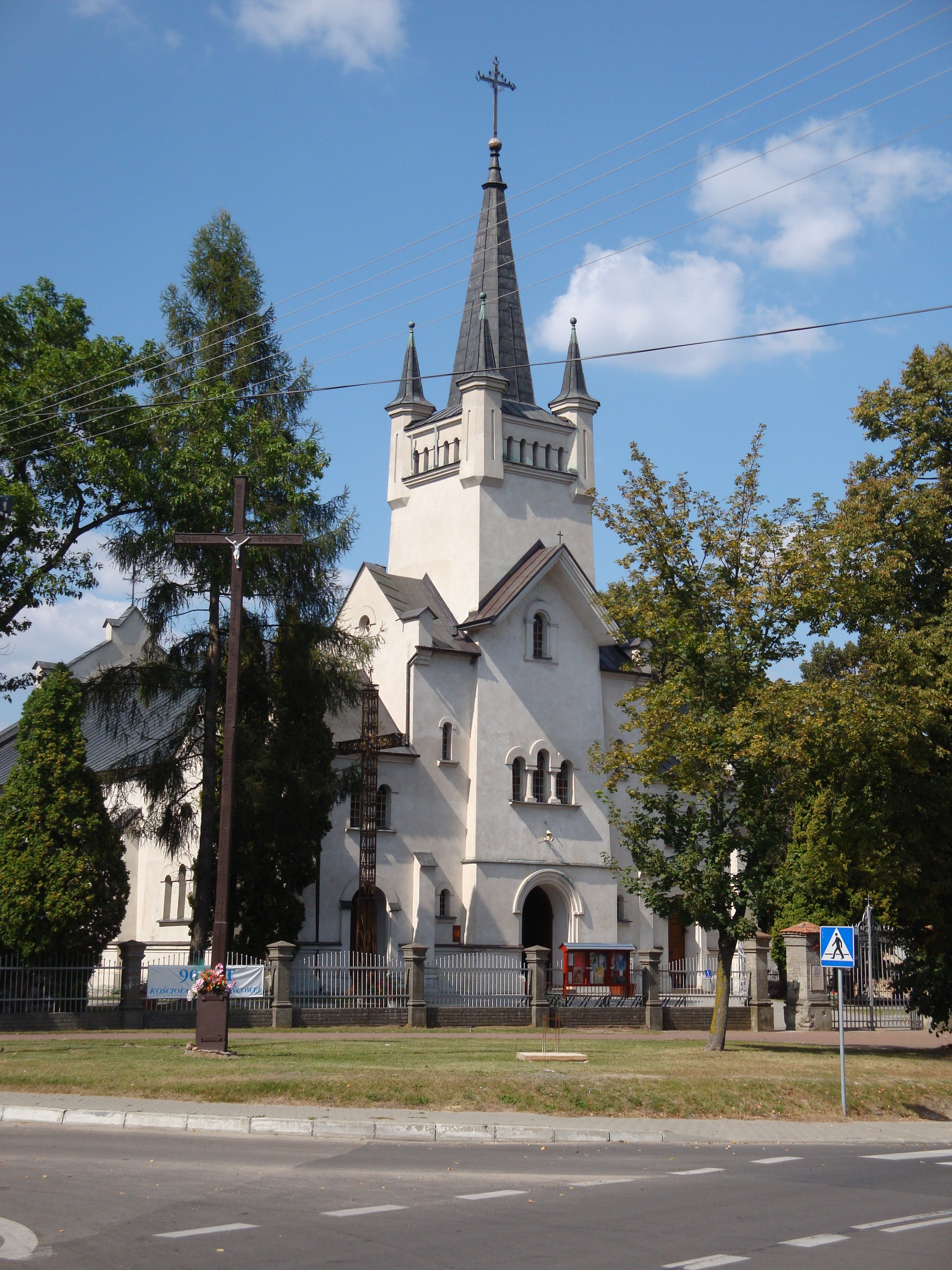
Kościół MB Różańcowej

W 981 r. tereny, na których położona jest miejscowość, zostały prawdopodobnie zdobyte na Lachach (Polakach) i opanowane przez Włodzimierza, który włączył je w skład Rusi Kijowskiej. W 1018 r. zostały ponownie przyłączone do państwa polskiego przez Bolesława Chrobrego jako część krainy geograficznej nazywanej w historiografii Grodami Czerwieńskimi. W 1038 r. Grody Czerwieńskie ponownie zawładnął dla Rusi Jarosław Mądry. Do Polski ziemie te na krótko powróciły w latach 70. XI wieku, kiedy to zostały przyłączone przez Bolesława Śmiałego. Od połowy XIII wieku tereny, na których położone są m.in. Sławatycze, były przedmiotem konfliktów polsko-ruskich, polsko-litewskich i rusko-litewskich. Do Polski tereny te powróciły po raz kolejny w 1282 r., kiedy to opanował je książę Leszek Czarny. W 2 połowie wieku XIII i 1 połowie wieku XIV wchodziły w skład Księstwa Halicko-Wołyńskiego.
Na skutek konfliktów wewnętrznych, agresywnej polityki Wielkiego Księstwa Litewskiego i zainteresowania tymi ziemiami książąt polskich Księstwo Halicko-Wołyńskie popadło w głęboki kryzys, który doprowadził do jego upadku i podziału między Polskę i Litwę. Tereny, na których leżą Sławatycze, były punktem zapalnym we wzajemnych relacjach Korony i Wielkiego Księstwa. Co prawda już w 1258 r. zostały przyłączone do Litwy przez syna Mendoga, Wojsiełka, ale ostatecznie hegemonię litewską na tych terenach potwierdził wielki książę Giedymin w 1320 r. W 1349 r. na krótko tereny te przyłączył do Polski Kazimierz Wielki, jednakże już w 1351 powróciły one do Litwy. Spowodowane to było dążeniami Krakowa do poprawy stosunków z Wielkim Księstwem, które w XIII i 1 połowie XIV wieku były z reguły bardzo napięte.
Zawiązanie unii personalnej Polski i Litwy ostatecznie potwierdziło przynależność tych ziem do Wielkiego Księstwa. Z 1499 r. pochodzi pierwszy zapis źródłowy o Sławatyczach. Od unii lubelskiej (1569) wchodziły w skład Rzeczypospolitej Obojga Narodów (I Rzeczypospolitej), będąc jedną z miejscowości położonych w województwie brzeskolitewskim. Prawa miejskie otrzymały w 1577 r.
W 1629 r. właścicielem miasta w województwie brzeskolitewskim był Rafał Leszczyński. W XVII wieku dobra sławatyckie przeszły z rąk Leszczyńskich do Radziwiłłów.
Według niektórych opracowań już w 1623 r. w Sławatyczach istniała dobrze zorganizowana społeczność żydowska, odgrywająca znaczącą rolę w życiu gospodarczym miasta. Można przypuszczać, że została ona częściowo unicestwiona w czasie powstania Kozaków (1648–1657) przeciwko Polsce, kiedy to wojska Chmielnickiego zajęły i okupowały tę część Rzeczypospolitej (w tym same Sławatycze), jednakże potem szybko odbudowała się. Źródła archiwalne z 1656 r. donoszą, że spośród trzydziestu placów znajdujących się przy rynku, aż dwadzieścia jeden było własnością osób wyznania mojżeszowego. Z kolei około 1700 r. pośród 1945 mieszkańców ówczesnych Sławatycz znajdowało się 1089 osób wyznania mojżeszowego, tj. niemal 56%. Społeczność żydowska w Sławatyczach korzystała z przywilejów nadanych przez królów polskich. Niektóre opracowania podają, że Żydzi zaczęli osiedlać się w Sławatyczach dopiero pod koniec XVIII stulecia, wydaje się jednak, iż informacja ta jest błędna lub dotyczy odrodzenia miejscowej społeczności po wojnach 2 połowy XVII i początku XVIII wieku.
Przed rozbiorami Polski Sławatycze przeżywały okres rozwoju. W wyniku III rozbioru ziem polskich w 1795 r. Sławatycze zostały wcielone do monarchii Habsburgów (zabór austriacki). W wyniku wojny między Księstwem Warszawskim a Austrią i pokoju w Schönbrunnie Sławatycze zostały przyłączone do Księstwa Warszawskiego w 1809 r. (wchodziły w skład departamentu siedleckiego). Upadek cesarza Francuzów Napoleona Bonaparte spowodował okupację Księstwa Warszawskiego przez Rosjan, której początek datuje się na 1813 r. Formalnie Księstwo istniało do 1815 r., kiedy to kongres wiedeński podzielił je między mocarstwa rozbiorowe. Sławatycze znalazły się w nowo utworzonym Królestwie Polskim, organizmie politycznym związanym z Rosją unią personalną i powiązanym z nią gospodarczo i politycznie (zatem miejscowość znalazła się w zaborze rosyjskim). Autonomia Królestwa była przez kolejnych rosyjskich carów stopniowo zmniejszana i coraz bardziej jednoczono je bezpośrednio z Imperium Rosyjskim. Sławatycze jako miejscowość położona w Królestwie Kongresowym wchodziła w skład województwa podlaskiego, a po ukazie cara Mikołaja I Romanowa z 7 marca 1837 r., przemianowującym w Kongresówce województwa na gubernie, w skład guberni siedleckiej. Ludność miejscowości brała czynny udział w powstaniu styczniowym przeciwko rosyjskiemu panowaniu na tych ziemiach, co poskutkowało odebraniem praw miejskich i represjami carskimi. W 1867 r. zlikwidowano administracyjnie nazwę Królestwo Polskie, tworząc na jej miejsce nazwę Kraj Przywiślański, który był już bezpośrednią częścią Rosji bez jakiejkolwiek autonomii, co było jaskrawym dowodem postępującej rusyfikacji. Po upadku powstania styczniowego, w ramach represji ze strony władz carskich, Sławatycze utraciły prawa miejskie. Pod koniec lat 80. XIX wieku obok drewnianego parafialnego kościoła katolickiego znajdowała się parafialna cerkiew, szkoła początkowa, stacja pocztowa, apteka, a także synagoga dla społeczności żydowskiej. Na podstawie ustawy z 6 lipca 1912 r. wschodnie tereny guberni siedleckiej i guberni lubelskiej zostały oderwane od Kraju Przywiślańskiego i przyłączone bezpośrednio do Cesarstwa Rosyjskiego pod nazwą guberni chełmskiej, co miało za zadanie jeszcze bardziej przyspieszyć rusyfikację tych ziem. W skład tej guberni wchodziły również Sławatycze.
I wojna światowa w znaczący sposób odbiła się na historii miejscowości. 1 sierpnia 1914 r. Rosja znalazła się w stanie wojny z II Rzeszą Niemiecką. Ofensywa niemiecka w 1915 r. spowodowała całkowite wyparcie Rosjan z Kongresówki i innych terenów dotychczasowego zaboru rosyjskiego. Sławatycze znalazły się pod okupacją państw centralnych. Pod koniec sierpnia 1915 r. przez miejscowość przemaszerowała I Brygada Legionów Polskich.
Umiędzynarodowienie sprawy polskiej spowodowało ogłoszenie 5 listopada 1916 r. tzw. Manifestu Dwóch Cesarzy, ustanawiającego Królestwo Polskie, nazywane częściej w historiografii Królestwem Regencyjnym. Obszar tego quasi-państwa nie był jasno określony. Niemniej, powiaty bialski, włodawski, konstantynowski i chełmski, a więc również Sławatycze, wchodziły w skład obszaru operacyjnego armii niemieckiej, pod zwierzchnictwem Inspekcji Etapów Bug z dowództwem w Brześciu. Na mocy traktatu pokojowego (brzeskiego), jaki państwa centralne zawarły z Ukraińską Republiką Ludową 9 lutego 1918 r., wschodnia Lubelszczyzna (Chełmszczyzna i tzw. Południowe Podlasie) znaleźć się miała w granicach państwa ukraińskiego. Protesty polskie (w tym także Polaków z samych Sławatycz) i przegrana Niemiec w wojnie spowodowały, że nigdy nie doszło to do skutku.
W nocy z 6 na 7 listopada 1918 r. w Lublinie został utworzony Tymczasowy Rząd Ludowy Republiki Polskiej pod prezesurą Ignacego Daszyńskiego, roszczący sobie prawo do zwierzchnictwa nad ziemiami polskimi. 11 listopada 1918 r. Rada Regencyjna – najwyższa władza Królestwa Polskiego – przekazała zwierzchnictwo nad wojskiem Józefowi Piłsudskiemu. 14 listopada Rada rozwiązała się przekazując pełnię władzy cywilnej w ręce Piłsudskiego. 22 listopada rząd Jędrzeja Moraczewskiego wydał dekret ustanawiający urząd Tymczasowego Naczelnika Państwa jako władzy najwyższej w państwie polskim. Na mocy umowy zawartej przez dowództwo polskie z dowództwem Ober-Ost z 18 listopada 1918 r. miejscowość znalazła się na linii demarkacyjnej dzielącej oddziały polskie i niemieckie, co było przyczyną utarczek pomiędzy pozostającymi w napiętych stosunkach żołnierzami. 3 stycznia 1919 r. w rejonie Sławatycz zginął w zasadzce urządzonej przez Niemców oficer 1 pułku szwoleżerów ppor. Konstanty Żuliński (oddział pułku, w którym służył podporucznik, miał za zadanie patrolowanie powiatu włodawskiego oraz doprowadzenie do jasnego wytyczenia i przestrzegania linii demarkacyjnej). Oddziały niemieckie opuściły rejon Sławatycz w lutym 1919 r., na mocy umowy białostockiej i miejscowość stała się częścią odrodzonej Polski. W dobie wojny polsko-bolszewickiej miejscowość na kilka dni, w sierpniu 1920 r., znalazła się pod okupacją sowiecką. Kontrofensywa polska znad Wieprza spowodowała jednak rychłe wyparcie oddziałów bolszewickich. Osiągnięcie linii drogowej Sławatycze – Wisznice było jednym z istotnych elementów planu Naczelnego Wodza Józefa Piłsudskiego, który na celu miał oskrzydlenie i zniszczenie wojsk sowieckich atakujących Warszawę. W rejonie Sławatycz walczyły oddziały 3 Dywizji Piechoty Legionów pod dowództwem gen. Leona Berbeckiego. W okresie dwudziestolecia międzywojennego miejscowość leżała w województwie lubelskim.
Na początku lat 20. XX w. w Sławatyczach mieszkało około 900 Żydów, stanowiąc nieco mniej niż połowę mieszkańców osady. Byli oni drugą co do wielkości grupę po katolikach (Polakach). Duże wpływy miały partie i organizacje syjonistyczne, które stopniowo ograniczały wpływy ortodoksów. Pod zarządem gminy znajdowała się synagoga oraz położona w jej pobliżu mykwa, piekarnia macy oraz kirkut. Od 1922 r. w osadzie działały co najmniej trzy prywatne domy modlitwy. Trudne warunki ekonomiczne, a także wzrost nastrojów antysemickich w latach 30. XX w., spowodowały falę emigracji zarobkowej Żydów ze Sławatycz do innych miast, m.in. Warszawy, a także za granicę – do Wielkiej Brytanii, Stanów Zjednoczonych, Kanady, Argentyny, Palestyny, a nawet do Żydowskiego Obwodu Autonomicznego w Birobidżanie w Związku Radzieckim. Mimo to miejscowa społeczność żydowska rozwijała się pod względem demograficznym. W 1939 r., tuż przed wybuchem wojny i niemiecko-sowieckiej agresji na Polskę, w Sławatyczach mieszkało 1541 Żydów.
Wybuch II wojny światowej zaznaczył się w Sławatyczach zbombardowaniem przez Niemców mostu na Bugu i przemarszem na wschód rozbitych przez Niemców wojsk polskich. Na mocy paktu Ribbentrop-Mołotow (z 23 sierpnia 1939 r.), 17 września 1939 r. wojska sowieckie przekroczyły granicę polską na całej długości linii granicznej na wschodzie. Ofensywa sowiecka, będąca ogromnym zaskoczeniem dla rządu polskiego, ostatecznie załamała szanse Polski na odparcie agresji. Sowieci pojawili się w Sławatyczach w 2. dekadzie września. W myśl założeń pierwszej umowy Mołotowa z Ribbentropem z sierpnia 1939 ziemie na wschód od linii Wisły, Narwi i Sanu, a więc i Sławatycze, miały wejść w skład Związku Sowieckiego. Drugi pakt Ribbentrop-Mołotow, podpisany w Moskwie 28 września 1939 r., zmieniał ustalenia dotyczące podziału ziem polskich. Linię graniczną między Rzeszą a państwem Stalina przesunięto na wschód na korzyść Niemiec, opierając ją na linii rzek Bug, San, Narew, Pisa. Sławatycze znalazły się więc ostatecznie pod okupacją niemiecką. 12 października Hitler z części okupowanych ziem polskich utworzył Generalne Gubernatorstwo, do którego należały również Sławatycze (jako miejscowość dystryktu lubelskiego). Sławatycze wchodziły również w skład tzw. Wielkiej Rzeszy Niemieckiej. Okres okupacji zmienił całkowicie skład etniczny miasta. Podczas okupacji hitlerowskiej, w 1940 r., Niemcy utworzyli getto dla żydowskich mieszkańców. Przebywało w nim około 1500 Żydów. We wrześniu 1942 roku zostali wywiezieni do getta w Łomazach, obozu zagłady w Sobiborze oraz do getta w Międzyrzeczu Podlaskim. 1 maja 1943 r. oddział Gwardii Ludowej, dowodzony przez radzieckiego oficera, byłego jeńca Fiodora Kowalowa ps. „Teodor Albrecht”, dokonał w mieście akcji zbrojnej, w ramach której spalił urząd gminny.
Ofensywa sowiecka doprowadziła do wyparcia latem 1944 r. Niemców ze Sławatycz. Przynależność tych ziem do komunistycznej Polski ostatecznie potwierdziły konferencje pokojowe w Jałcie i Poczdamie w 1945 r. Również na mocy tychże konferencji Sławatycze stały się miejscowością nadgraniczną.
Ze Sławatycz pochodzą Anna i Dominik Parczewscy oraz Józef i Marianna Krzymowscy, którzy w okresie II wojny światowej pod groźbą pozbawienia życia całej swojej rodziny przechowywali Żydów. Oboje pośmiertnie w 1994 zostali za to odznaczeni medalem „Sprawiedliwy wśród Narodów Świata”.
Przynależność państwowa wschodnich terenów Polski Ludowej była kwestionowana przez ukraińskich nacjonalistów, którzy uważali te ziemie za terytoria rdzennie ukraińskie, co nie jest zgodne z faktami historyczno-etnicznymi i jest uważane za manipulację ukraińską. Do tej pory część historiografii ukraińskiej, ziemie, na których leżą Przemyśl, Zamość, Włodawa, Biała Podlaska, określa mianem kraju zakerzońskiego (od linii Curzona, popularnego określenia wschodniej granicy Polski) jako terytoria historycznie ukraińskie, co jest powiązane z ukraińskim kłamstwem, bo nawet wcześniej Polacy stanowili większość mieszkańców tych ziem i wchodziły one zarówno w skład II Rzeczypospolitej Polskiej w latach 1918–1939 oraz Korony Królestwa Polskiego i I Rzeczypospolitej w okresie przedrozbiorowym (przed zaborami, a więc 1795 r.), co jest jednoznaczne z tym, że ziemie te są związane historycznie z Polską.
Sławatycze w okresie Polski Ludowej należały w latach 1944–1975 do województwa lubelskiego, od 1975 do województwa bialskopodlaskiego. Od 1989 r. w III RP, od 1998 r. w województwie lubelskim.
Do dziś zachował się tu dawny układ miejski z obszernym rynkiem i zabudową wzdłuż drogi głównej i kilku równoległych do niej ulic. Przy północnej stronie rynku stoi murowana parafialna cerkiew prawosławna pod wezwaniem Opieki Matki Bożej, zbudowana na przełomie XIX i XX w. (pierwotnie pod wezwaniem Wniebowstąpienia Pańskiego). Naprzeciwko niej neorenesansowy kościół parafialny pod wezwaniem Matki Bożej Różańcowej z początku XX w.

## Lokalne zwyczaje
W Sławatyczach kultywuje się tradycję „brodaczy”. W trzy ostatnie dni roku młodzi mężczyźni przebierają się w stroje składające się z kapelusza ozdobionego misterną wysoką konstrukcją z kwiatów z bibułki, maski, kożucha i słomianych „spodni”. W takim stroju kolędują po domach oraz zaczepiają przechodniów, zwłaszcza młode kobiety, składając im życzenia. Zwyczaj ten jest promowany przez miejscowy Gminny Ośrodek Kultury, organizujący konkursy na najciekawsze przebranie. W grudniu 2021 zwyczaj ten został wpisany na krajową listę niematerialnego dziedzictwa kulturowego. Podjęto też działania o wpisaniu go na listę światowego dziedzictwa kulturowego UNESCO.

## Sport
We wsi działa reaktywowany w 2014 roku Gminny Ludowy Klub Sportowy Perła Sławatycze, który w sezonie 2020/2021 występuje w bialskiej klasie A. Największym osiągnięciem piłkarzy Perły był występ w bialskiej klasie okręgowej w sezonie 1995/1996.

## Szlaki turystyczne
Nadbużański szlak rowerowy